# Keleti lódarázs
A keleti lódarázs (Vespa orientalis) a rovarok (Insecta) osztályának a hártyásszárnyúak (Hymenoptera) rendjébe, ezen belül a valódi darazsak (Vespidae) családjába tartozó faj.

## Előfordulása
A keleti lódarázs előfordulási területe, amint neve is mutatja, Kelet-Ázsiától kezdve, a Közel-Keletig és Anatóliáig, valamint Európában Görögországig. Észak-Afrika keleti felén és Madagaszkáron is vannak állományai.

## Alfajai
- Vespa orientalis arabica Giordani Soika
- Vespa orientalis somalica Giordani Soika, 1934
- Vespa orientalis zavatarii Guiglia & Cap., 1933

## Megjelenése
A királynő testhossza 25-35 milliméter; a heréé és a dolgozóké 20-25 milliméter. Habár a két nem között, van egy kis méretkülönbség; a kettőt a csápjaikat alkotó ízek számából lehet megtudni; a herének 13 íze van, míg a királynőnek, csak 12. Testszínük vöröses; a pofán és a potrohon sárga foltozással.

## Életmódja
Ez a rovarfaj mindenevő; egyaránt táplálkozik elpusztult állatok tetemeiből és gyümölcsökből is, ezeken kívül élőállatokat is zsákmányol. Nagyon aktív; az emberre is rátámad, de csak akkor, ha provokálják. Azokon a helyeken, ahol túlságosan elszaporodik, ott kártevővé válik. A darázsfészkeit faodúkba, épületek réseibe, vagy nagy kövek közé építi.

## Érdekesség
Egy kutatás szerint a keleti lódarázs kültakarójába ágyazott xantopterin - sárga színű, kristályos vegyület - segítségével a fényt elektromos energiává alakítja, ami megmagyarázza, miért aktívabbak ezek a darazsak magasabb fényintenzitásnál. A fényenergia hasznosításának pontos biokémiai mechanizmusát még nem sikerült felderíteni, jelenleg ez az egyik aktív és fontos kutatási terület. (Plotkin et al., Naturwissenschaften (2010) 97:1067–1076)